# Evan Gattis
James Evan Gattis (né le 18 août 1986 à Dallas, Texas, États-Unis) est un ancien joueur de baseball américain.
Les débuts d'Evan Gattis en 2013 à l'âge de 26 ans suscitent l'attention après que l'athlète eut abandonné le sport durant quatre ans pour voyager à travers les États-Unis.

## Jeunesse
Gattis est né à Dallas, au Texas, le 18 août 1986. Il a grandi à Farmers Branch, au Texas, et a commencé à jouer au baseball à l'âge de six ans. Ses parents ont divorcé quand il avait huit ans, et à l'âge de quinze ans, il a déménagé à Forney, au Texas. Occupé à jouer au baseball, Gattis n'a jamais traité le divorce de ses parents.
Gattis a joué pour les Tigers de Dallas, l'une des meilleures équipes amateurs du métroplex Dallas – Fort Worth. Il a joué dans des équipes d'étoiles itinérantes et aux Jeux olympiques juniors. Il a fréquenté les lycées de la région de Dallas, y compris le lycée R. L. Turner, le lycée Forney et le lycée Bishop Lynch, afin de jouer pour des entraîneurs spécifiques.
Projeté comme un choix potentiel au repêchage lors des huit premiers tours du repêchage de la Ligue majeure de baseball de 2004, Gattis a plutôt laissé entendre qu'il avait l'intention d'aller à l'université et de jouer au baseball universitaire. Alors que l'Université Rice lui a offert une bourse pour jouer au premier but, il a accepté une offre de l'Université Texas A&M, qui voulait qu'il joue en tant que receveur. Cependant, le divorce de ses parents et l'anxiété découlant de la peur d'échouer au baseball universitaire ont conduit Gattis à abuser de l'alcool et de la marijuana. Nous avons fini par ne pas avoir été rédigés en 2004.
Plutôt que d'aller à l'université, la mère de Gattis l'a emmené dans un centre de désintoxication, où il a passé trente jours à l'hôpital. Il s'est ensuite rendu à Prescott, en Arizona, où il a eu trois mois de thérapie ambulatoire tout en vivant dans une maison de transition.
Gattis s'est inscrit au Seminole State College, un collège universitaire de Seminole, dans l'Oklahoma, après avoir reçu un appel téléphonique de recrutement de l'entraîneur de l'équipe. Gattis a fait une chemise rouge en tant que recrue et a joué pendant une demi-saison en 2006. Une blessure au genou a conduit Gattis à quitter le baseball et à abandonner ses études universitaires.
Après avoir quitté l'université, Gattis a trouvé un emploi de voiturier à Dallas. Il a ensuite rendu visite à sa sœur à Boulder, Colorado, et a décidé de rester là-bas. Après avoir vendu son camion, il a travaillé comme sous-traitant dans une pizzeria et comme opérateur de remontées mécaniques à l'Eldora Mountain Resort. Dépression, difficulté à dormir et songeant à se suicider, Gattis a été admis dans un service psychiatrique pour patients hospitalisés pendant environ une semaine, où on lui a diagnostiqué une dépression clinique et un trouble anxieux. Il a été confié à son père.
Après avoir vécu dans le Colorado pendant sept mois, Gattis est retourné à Dallas et a travaillé comme concierge pour les Datamatics Global Services. Il y rencontra une conseillère spirituelle New Age, et sur ses conseils, il la suivit à Taos, au Nouveau-Mexique. Là, il a vécu dans une auberge et a travaillé dans une station de ski. Trois mois plus tard, il a déménagé en Californie pour trouver d'autres gourous spirituels. Gattis a également déménagé au Wyoming, où il a travaillé au parc national de Yellowstone.

## Carrière

### Braves d'Atlanta
Après ses études secondaires à Forney au Texas, Evan Gattis s'engage à l'Université Texas A&M. Il renonce toutefois cet engagement car, souffrant de dépression, il entre plutôt en cure de désintoxication. À sa sortie, il joue une demi-saison au collège Seminole State en Oklahoma, mais abandonne ensuite complètement le baseball. Pendant les quatre années qui suivent, Gattis vagabonde à travers l'Ouest américain jusqu'en Californie, vivant notamment dans sa camionnette ou dans une auberge de jeunesse de Taos au Nouveau-Mexique. Il est entre autres employé par une station de ski du Colorado et par le Parc national de Yellowstone dans le Wyoming. Sa quête l'amène à rencontrer un guide sprituel à Santa Cruz en Californie et cette rencontre l'amène à prendre la décision de revenir au baseball. Engagé à l'University of Texas of the Permian Basin (en) à Odessa, le receveur attire l'attention des Braves d'Atlanta de la Ligue majeure de baseball, qui le repêchent au 23e tour de sélection en 2010 et le mettent sous contrat. Il débute la même année sa carrière professionnelle en Ligue des recrues, à l'âge de 23 ans. Malgré son arrivée tardive, ses progrès en ligues mineures se font assez rapidement et il atteint le Double-A en 2012 en plus d'être considéré comme l'un des joueurs les plus prometteurs dans le réseau de clubs-école des Braves.

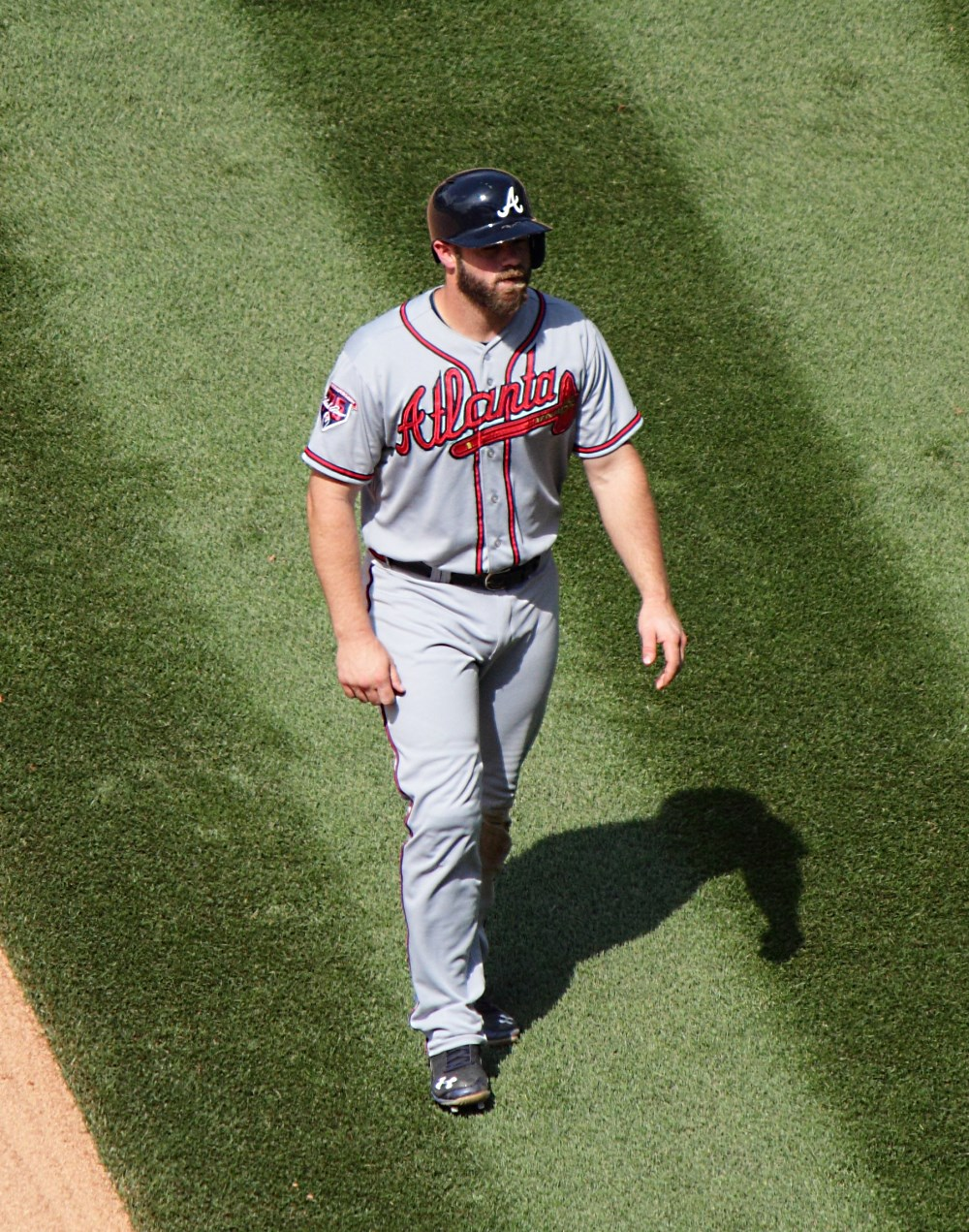
Evan Gattis en 2014.

Profitant d'une blessure au receveur principal des Braves d'Atlanta, Brian McCann, qui entreprend la saison 2013 sur la liste des joueurs blessés, Evan Gattis est ajouté à l'effectif des Braves et dispute son premier match dans le baseball majeur le 3 avril 2013 à l'âge de 26 ans. Retiré sur des prises par Roy Halladay des Phillies de Philadelphie à son premier passage au bâton, Gattis enchaîne en quatrième manche de ce premier match avec son premier coup de circuit dans les majeures, réussi contre ce même lanceur. Suscitant passablement d'attention médiatique en raison de son parcours peu banal jusqu'aux majeures, Gattis excelle en offensive à ses premiers matchs et contribue à l'excellent début de saison des Braves. Avec 6 circuits, 16 points produits et une moyenne de puissance de ,566 durant son premier mois dans les majeures, Gattis est élu recrue par excellence du mois d'avril dans la Ligue nationale. Il reçoit le même honneur en mai 2013 après avoir frappé 6 circuits et produit 16 points en plus d'afficher une moyenne de puissance de ,683. Il complète sa première saison dans les majeures avec 21 circuits, 65 points produits et une moyenne au bâton de ,243 en 105 parties jouées. En éliminatoires, il prend part aux 4 parties que les Braves disputent aux Dodgers de Los Angeles avant de s'avouer vaincus en Série de divisions de la Ligue nationale et frappe 5 coups sûrs en 14 pour une moyenne de ,357. Gattis termine 7e au vote de fin de saison désignant le lauréat du prix de la recrue de l'année dans la Ligue nationale.
Gattis devient le receveur titulaire des Braves en 2014 à la suite du départ du vétéran Brian McCann. Il dispute 108 parties des Braves en 2014, dont 93 à la position de receveur. Il frappe 22 circuits, produit 52 points et affiche une moyenne au bâton de ,263.

### Astros de Houston
Les Braves envisagent de l'écarter du poste de receveur en 2015 pour plutôt lui confier le champ gauche, mais il est transféré aux Astros de Houston peu après. Le transfert s'effectue le 14 janvier 2015 et le lanceur droitier des ligues mineures James Hoyt l'accompagne à Houston. En échange, Atlanta reçoit les lanceurs droitiers Michael Foltynewicz et Rio Ruiz ainsi que le joueur de troisième but Andrew Thurman. En plus du rôle de receveur, Gattis donne aux Astros plus de profondeur au champ gauche et au poste de frappeur désigné. Au sein de l'équipe qui frappe le second plus haut total de coups de circuit dans le baseball majeur en 2015, Gattis claque 27 longues balles et récolte 88 points produits.